# Rothenburg ob der Tauber
Pour les articles homonymes, voir Rothenburg.
Rothenburg ob der Tauber (existe aussi sous le nom court de Rothenburg o. d. T, prononcé en allemand : [ˈʁoːtn̩bʊʁk ʔɔp deːɐ̯ ˈtaʊbɐ] ), en français Rothenbourg sur le Tauber, est une petite ville allemande médiévale de Bavière, située dans l'arrondissement d'Ansbach et le district de Moyenne-Franconie, à 32 km au nord-ouest d'Ansbach et à 60 km de Nuremberg.
La cité est demeurée à peu près dans son état de l'époque de la Renaissance. Elle n'a plus subi de transformation depuis la guerre de Trente Ans. Elle possède toute son enceinte fortifiée des XIVe et XVe siècles. Réputée pour la beauté de ses monuments, c'est un des hauts-lieux du tourisme en Allemagne. Elle concentre un nombre impressionnant de bâtisses médiévales sur un site spectaculaire en bordure de plateau.

## Géographie
Rothenburg est située sur un plateau dominant la Tauber et fait partie de la Route romantique (Romantische Strasse) et de la Route des Châteaux (Burgenstraße), dans le Parc naturel de Frankenhöhe (de).
La ville se trouve dans l'ouest de l'arrondissement d'Ansbach, à la limite avec le land de Bade-Wurtemberg (district de Stuttgart, arrondissement de Schwäbisch Hall), à 39 kilomètres au nord-ouest d'Ansbach, le chef-lieu.
Elle est le siège de la communauté administrative de Rothenburg ob der Tauber qui regroupe les huit communes de Adelshofen, Gebsattel, Geslau, Insingen, Neusitz, Ohrenbach, Steinsfeld et Windelsbach, comptant 10 351 habitants en 2008 pour une superficie de 216,44 km2.

### Démographie
En 1900, Rothenburg occupait une superficie de 20,98 km2 pour une superficie actuelle de 41,45 km2 après les incorporations de communes des années soixante-dix.
Ville de Rothenburg seule
| 1900  | 1910  | 1925  | 1939  | 1940  | 1950   | 1960   |
| ----- | ----- | ----- | ----- | ----- | ------ | ------ |
| 7 923 | 8 612 | 8 828 | 9 022 | 9 188 | 11 214 | 11 300 |

Ville de Rothenburg dans ses limites actuelles :

Situation de Rothenburg dans l'arrondissement d'Ansbach.

| 1840  | 1871  | 1900  | 1925  | 1939  | 1950   | 1961   | 1970   | 1987   |
| ----- | ----- | ----- | ----- | ----- | ------ | ------ | ------ | ------ |
| 5 948 | 6 121 | 8 687 | 9 572 | 9 828 | 12 152 | 11 756 | 12 267 | 11 059 |

| 2000   | 2009   | - | - | - | - | - | - | - |
| ------ | ------ | - | - | - | - | - | - | - |
| 11 708 | 11 053 | - | - | - | - | - | - | - |

## Histoire
L'éperon du Burggarten, position défensive de choix, accueille dès le XIIe siècle un château impérial érigé par le roi Conrad III. Mais la cité reste encore modeste. Devenue ville libre en 1274, elle s'épanouit puis perd ses châteaux, détruits par un séisme en 1356. L'ambition des notables se porte alors vers l'édification et l'embellissement des monuments publics ou des maisons bourgeoises.

Pendant la guerre de Trente Ans, Rothenburg, protestante, ne peut résister au siège de l'armée impériale catholique commandée par Tilly (Jean t'Serclaes, comte de Tilly) et ouvre ses portes aux 40 000 mercenaires victorieux. Après trois mois d'occupation et de pillage, le général est décidé à raser la ville. Tilly propose alors aux habitants de sauver leur ville, promettant de l’épargner si l’un des habitants parvient à boire d’une traite un pichet de 3,5 l de vin. L’ancien maire de la ville parvint à finir le pot et sauva la ville de la destruction. 

Trop appauvrie pour s'agrandir, la ville végète aux XVIIe et XVIIIe siècles. Un tiers de la ville (surtout au nord et à l'est) est détruit par les bombardements du 31 mars 1945 visant un général nazi réfugié en ses murs ; l'intervention d'un officier anglais familier des merveilles de la cité évite une destruction totale et la générosité des habitants et des donateurs permet sa reconstruction à l'identique.
- 960 : première implantation dans le hameau de Detwang (vallée de la Tauber)
- 1142 : le roi Conrad III (Hohenstaufen) fait bâtir le château impérial (Reichburg) sur le site actuel. La population s'installe tout autour. C'est l'origine de Rothenburg.
- 1167 : le château est abandonné à la mort du duc Friedrich, mais en raison de sa situation favorable, la ville continue de s'étendre et devient un centre de commerce.
- 1274 : le roi Rudolph de Habsbourg déclare Rothenburg « ville impériale libre »
- 1356 : un tremblement de terre détruit une partie de la ville dont le Reichburg.
- 1400 : sous le bourgmestre Toppler, la ville est à son apogée. Avec ses 6 000 habitants, il s'agit d'une des villes les plus importantes de l'Empire.
- 1525 : pendant la « Révolte des Rustauds », la ville commence à décliner.
- 1544 : la Réforme fait son apparition
- 1618-1648 : pendant la guerre de Trente Ans, la ville, protestante, est envahie à plusieurs reprises. Elle est sauvée de la destruction totale par la « Rasade du bourgmestre ».
- 1802 : après 500 ans d'indépendance, la ville est rattachée au royaume de Bavière.
- Période nazie : durant la République de Weimar,la ville et le district électoral de Rothenburg sont devenus un bastion du parti nazi. La ville se distingue lors de l'Élection présidentielle allemande de 1932 : Hitler y obtient 87 % des voix ; c'est le record national. Sur l'ensemble de l'Allemagne, Hindenburg sera élu avec 53,1 % des voix contre 36,7 % à Hitler et 10,1 % à Ernst Thälmann [4]. Le NSDAP recueillera toujours 83% des voix en 1933.

L'antisémitisme manifeste des habitants s'est encore accru dans la période nazie : les 17 derniers Juifs de la ville ont été expulsés par la force par décret municipal le 22 octobre 1938, deux semaines avant la Nuit de cristal : Rothenburg sera fièrement déclarée « judenfrei » le 24 octobre par Julius Streicher.
Hitler avait peint au moins deux tableaux représentant le cœur historique de Rothenburg en 1914 : il rappellera lors d'une visite en 1935 le plaisir qu'il avait pris à peindre la vieille ville et les nazis entreprendront une restauration exemplaire de la ville en faisant de l'esthétique médiévale de Rothenburg un modèle.
- 1945 : le 31 mars, les aviateurs américains se trompent de cible et détruisent plus d'un tiers de la vieille ville qui sera reconstruite grâce à une aide internationale.

## Culture et curiosités
- Le parc du château (Burggarten) : c'est ici que les Hohenstaufen construisirent leur château en 1142. De là, le roi Conrad III régnait sur tout le royaume; il fut néanmoins le seul souverain à utiliser le château de Rothenbourg. Ses deux fils étant morts relativement tôt, le château perdit rapidement de son importance. Il fut néanmoins le centre de départ du développement de la ville. Du double château fort comtal et impérial, il ne reste que la chapelle Saint-Blaise (Blasiuskapelle) aménagée en mémorial de guerre et la porte fortifiée. À partir du château, la cité s'élargit alors sur toute la colline.
- La Marktplatz
- Les remparts de Rothenburg sont un ensemble architectural unique. En partie détruit par le bombardement du 31 mars 1945, ils ont été restaurés à l'identique avec l'aide de généreux donateurs. Élevés aux XIIIe et XIVe siècles, les remparts et leurs 42 tours sont bien conservés et de longues portions sont ouvertes au public.

### Les musées
- Reichsstadtmuseum (musée de la ville impériale). Aménagé dans l'ancien couvent des Dominicaines (1258-1554), on peut y voir une cuisine médiévale, le chemin de croix de Rothenburg (1494) et le hanap du bourgmestre (maire) Nusch, avec l'empereur entouré des sept princes-électeurs (1616).
- Mittelalterliches Kriminalmuseum (musée de la justice au Moyen Âge). Dans l'ancienne commanderie des chevaliers de l'ordre de Saint-Jean de Jérusalem, ce musée propose un retour sur l'histoire du droit, de la société face à la criminalité et à la marginalité. Sont exposés des instruments d'humiliation publique, de torture, d'exécution, des livres de droit, des sceaux et de nombreuses gravures.
- Puppen- und Spielzeugmuseum (musée des poupées et des jouets). On peut y voir plus de 500 poupées historiques ainsi que des poupées d'artistes récentes.
- Schäfertanzmuseum (musée de la danse des bergers).

### Les monuments

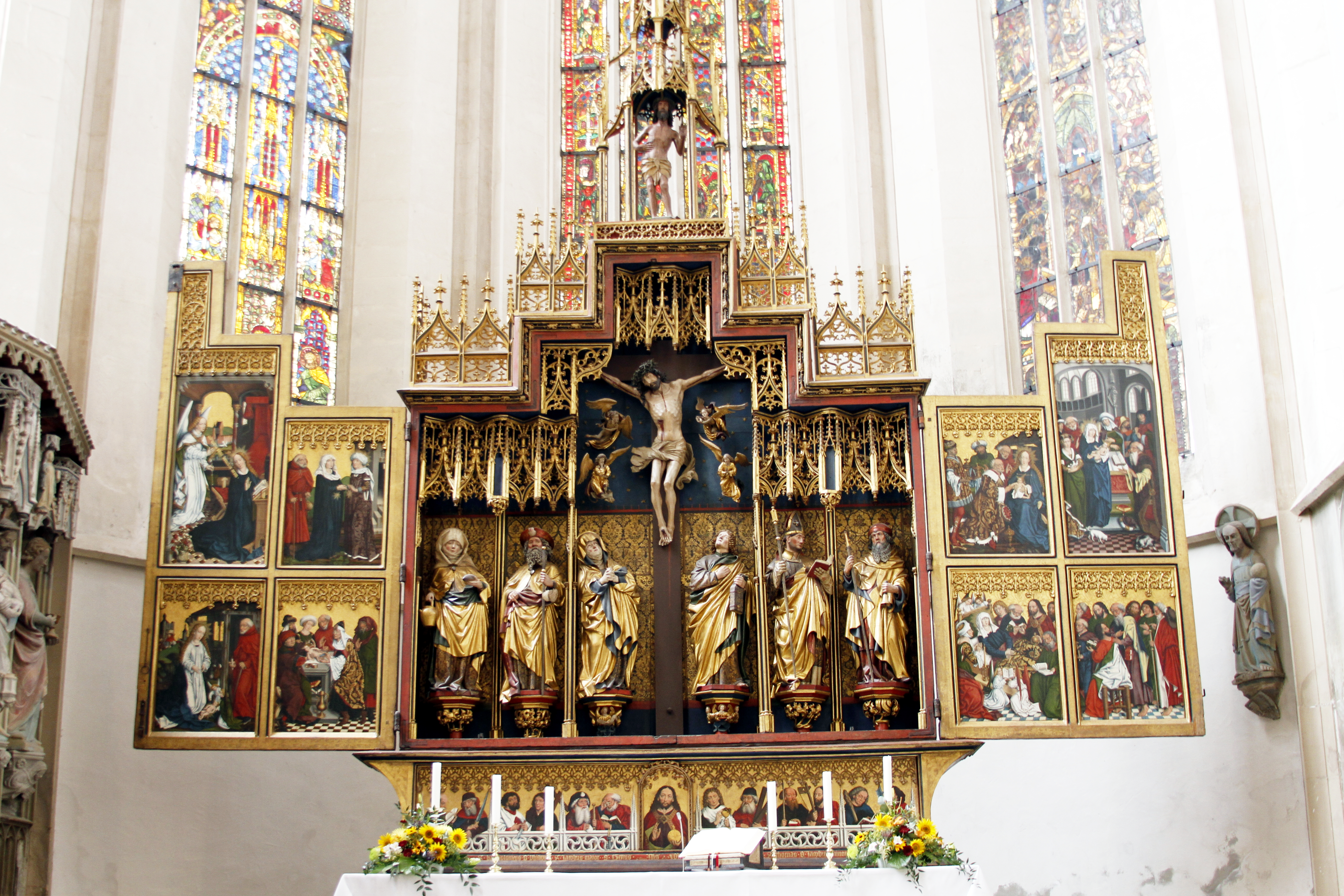
Le retable des douze apôtres, Rothenburg, église Saint-Jacques.

- Église Saint-Jacques (St.Jakobskirche). La construction de l'église protestante de la ville fut commencée en 1311 mais la partie ouest ne fut achevée qu'en 1471 et sa consécration n'eut lieu qu'en 1485. L'église Saint-Jacques est célèbre pour ses retables, principalement pour celui dit « du Saint Sang » de Tilman Riemenschneider. Le nom du retable est dû à une relique, une goutte de sang du Christ. Parvenue à Rothenbourg à la fin des croisades, cette relique attira très vite une multitude croissante de pèlerins. Il faut également mentionner le retable des Douze Apôtres de Friedrich Herlin de Nördlingen (1466) et les vitraux de 17 mètres (1350-1400) qui illuminent le maître-autel.
- Le "Plönlein" (petite place, du latin Planum) est l'un des coins représentant au mieux l'époque médiévale en Allemagne. Deux importantes voies de la ville bifurquent, l'une à droite pour descendre directement au viaduc à double arche, l'autre à gauche pour sortir au sud de la ville. Sur le triangle, devant la maison à colombages se trouve une fontaine alimentant d'eau fraîche les deux réserves à poissons dans lesquelles les pêcheurs de la Tauber gardaient les poissons jusqu'à leur vente. La tour Siebers date de 1385. C'est une porte construite lors du premier agrandissement de la ville, avant d'inclure le quartier de l'hôpital (Spital).
- Le bastion de l'Hôpital: la plus importante fortification de la ville est située au sud de la ville. Elle n'a été terminée qu'au XVIIe siècle. Le bastion possède deux cours intérieures ovales et 7 portes et est unique en son genre. Le Spital est le plus ancien et le plus important établissement social de Rothenburg, avec son église dédiée au St Esprit (XIVe s.). La fondation du Spital date de 1280 et fut financée par les propriétés terriennes d'environ 1 400 ha et 78 fermiers.
- L'église Saint Wolfgang et la Klingentor (St. Wolfgangskirche et Klingentor) : achevée vers 1400, la tour du Klingentor servait de château d'eau. Derrière le Klingentor se dresse l'église Saint-Wolfgang ou église des Bergers (St. Wolfgangs-Kirche ou Schaferkirche) qui fut érigée de 1475 à 1493 par une confrérie de bergers. L'église Saint-Wolfgang est une église fortifiée avec des casemates souterraines et un chemin de ronde sous le toit. La maison du gardien de la tour abrite aujourd'hui le cabinet de la Danse des Bergers (Schâfertanzkabinett)
- Le château Toppler dans la vallée de la Tauber : construit en 1388, il servait de résidence de loisirs au puissant bourgmestre Toppler. C'est dans cet ancien petit château entouré d'eau qu'il rencontra entre autres le roi Wenzel. Ce château, moitié domicile, moitié tour de défense, est aménagé de meubles du XVIe au XIXe siècle.
- Le pont double (Doppelbrücke) ressemble à un viaduc de l'époque romaine mais qui ne date que du XIVe siècle. Rothenbourg étant située environ 60 km au nord du Limes, il n'y avait pas de cités romaines à l'époque.
- L'hôtel de ville (Rathaus) est très imposant et comprend deux parties. La partie gothique avec son beffroi qui date de 1250 à 1400. Le bâtiment Renaissance à l'avant a été construit de 1572 à 1578; les arcades ont été ajoutées en 1681. Sur la façade, on y voit les armoiries des princes électeurs auxquels incombait l'élection du roi allemand au Moyen Âge. Au niveau architectural, le beffroi de l'hôtel de ville est remarquable : sa particularité réside dans le fait qu'il a été construit sur le pignon et qu'il n'a pas de fondations propres. C'est là que résidaient les gardes qui faisaient le guet et qui avertissaient la ville à l'approche des ennemis ou en cas d'incendie. On peut visiter les salles voûtées (Historiengewölbe) aménagées en musée historique.

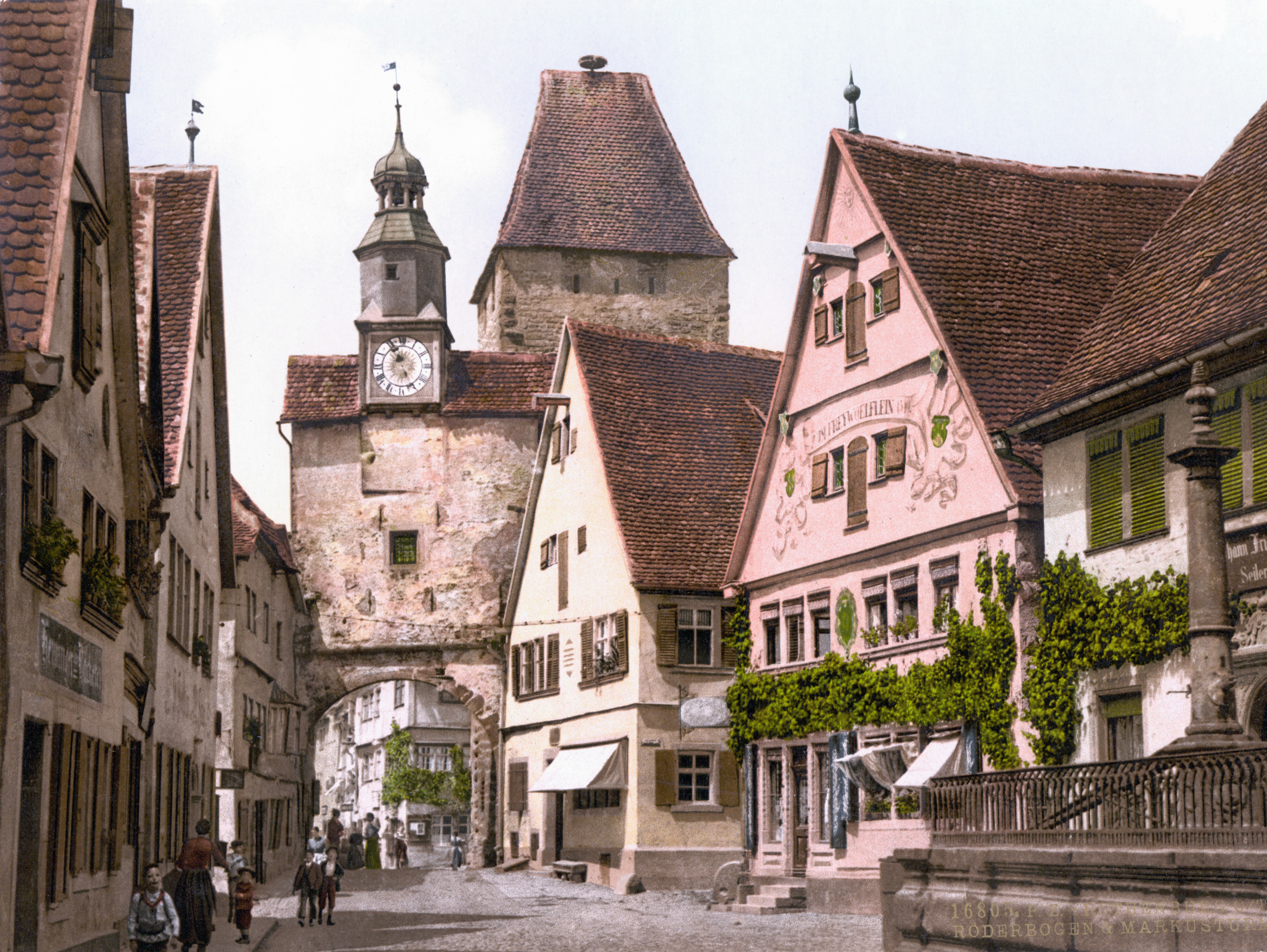
L'arc Röder et la Markusturm vers 1900.

- L'ancienne auberge des notables (Ratstrinkstube) est certainement le bâtiment le plus connu de Rothenbourg. Elle était réservée exclusivement aux notables de la ville. L'horloge principale a été construite en 1683. Depuis 1910, deux fenêtres s'ouvrent toutes les heures entre 11 h et 15 h et illustrent la légendaire histoire de la Rasade du Bourgmestre (Meistertrunk). Cette légende remonte à l'année 1631. lorsque des troupes catholiques attaquèrent Rothenbourg qui était protestanteL'arc Röder et la Markusturm vers 1900. et s'en emparèrent. Le général Tilly (Jean t'Serclaes, comte de Tilly) qui était catholique menaçait de piller la ville et de la saccager. Dans un moment d'humeur, il promit d'épargner la ville si un notable parvenait à vider d'un trait un hanap de 3 litres de vin. L'ancien bourgmestre Nusch réussit cet exploit et sauva alors sa ville. L'auberge abrite aujourd'hui l'office de tourisme.
- La forge de Gerlach (Gerlachschmiede), près de la tour Röder est une belle maison à colombages. Elle fonctionnait encore dans les années 60.
- La tour Blanche (Weissenturm), construite au XIIe siècle, faisait partie de la première enceinte de la ville. Au pied se trouvait le quartier juif au Moyen Âge et notamment la maison juive de la danse, centre de la vie juive Moyen Âge.
- L'arc Röder et la Markusturm faisaient également partie de l'enceinte du XIIe siècle. La tour abritait la prison de la ville.
- L'église des Franciscains (Franziskanerkirche), la plus ancienne de la ville, construite au début de la période gothique en 1285. Le jubé séparant la nef du chœur ainsi que les colonnes et les parois voisines sont décorés de belles sculptures des XVe et XVIe siècles. L'église abrite le retable de Saint François de Tilman Riemenschneider.
- L’église Saint-Jean, une église-halle à trois nefs, couverte d'un toit à pignon abrupt, a été construite vers 1390/1410.

### Manifestations
- Le Meistertrunk (la « Rasade du Bourgmestre ») : les habitants de Rothenbourg fêtent la délivrance de la ville chaque année à la Pentecôte avec un grand défilé costumé de soldats et un camp militaire. Ce défilé rappelle la légende selon laquelle pendant la guerre de Trente ans, l'ancien bourgmestre Nusch sauva la ville du pillage en réussissant à boire d'un trait 3 litres 1/4 de vin.
- La journée de la Ville impériale
- Le festival rock de la Taubertal
- Le marché de Noël (Reiterlesmarkt) : au début de la période de l'Avent, la ville se transforme en une immense foire de Noël. Alors qu'en d'autres lieux, des guirlandes de lumière éblouissent les yeux, une atmosphère féerique se répand sur la ville médiévale. Le Reiterlesmarkt tout autour de l'hôtel de ville est un évènement particulier : on y propose des jouets, des décorations d'arbres de Noël et des cheveux d'ange, et cela sent bon le vin chaud et la saucisse blanche grillée de Franconie. Sur le marché, le Reiterle, incarnation des coutumes anciennes, est roi. Des concerts d'orgue et de chambre, des promenades en carrosses et la retraite aux flambeaux des enfants distraient les visiteurs.

## Jumelages
Rothenburg est jumelée avec :
- Athis-Mons (France) depuis 1976, dans la région Île-de-France
- Souzdal (Russie) depuis 1988, dans l'oblast de Vladimir

Elle entretient d'autre part des liens d'amitié avec :
- Montagnana (Italie) depuis 1983, dans la province de Padoue, en Vénétie
- Czerwieńsk (Pologne) depuis 1990, dans la voïvodie de Lubusz
- Telč (Tchéquie) depuis 1992, dans la région de Vysočina
- Uchiko (Japon) depuis 1995, dans la préfecture d'Ehime

## Personnalités
- Meïr de Rothenburg, (1215-1293), talmudiste réputé vécut près de 40 ans à Rothenburg ;
- Gioacchino di Giovanni : enlumineur actif en Italie au XVe siècle, originaire de la ville
- Andreas Libavius, (1550-1616), chimiste et médecin, vécut à Rothenburg ;
- Karl Georg Christian von Staudt (1798 - 1867), mathématicien né à Rothenburg ;
- Franz von Leydig (1821-1908), zoologiste, né à Rothenburg ;
- Christof Stählin, (1942-2015), écrivain et chansonnier, né à Rothenburg.
- Heinrich Toppler (vers 1340-1408 à Rothenburg), maire
- Friedrich Herlin (1430-1500), peintre
- Johann Haller (1463–1525), imprimeur
- Petreius Aperbacchus (1480–1531), humaniste
- Valentin Ickelsamer (1500–1547), pédagogue
- Georg Conrad Jung, (1612–1691), imprimeur, peintre, géographe et cartographe
- Johann Georg Joch, (1676–1731)  théologien
- Hanno Bernheim (1824–1862), philosophe
- Fritz Birkmeyer (1848-1897), dessinateur et peintre
- Franz Boll (1867–1924),  philologue
- Wilhelm Heer (1894–1961), homme politique (NSDAP)
- Otto A. Böhmer (* 1949), écrivain.

## Galerie d'images

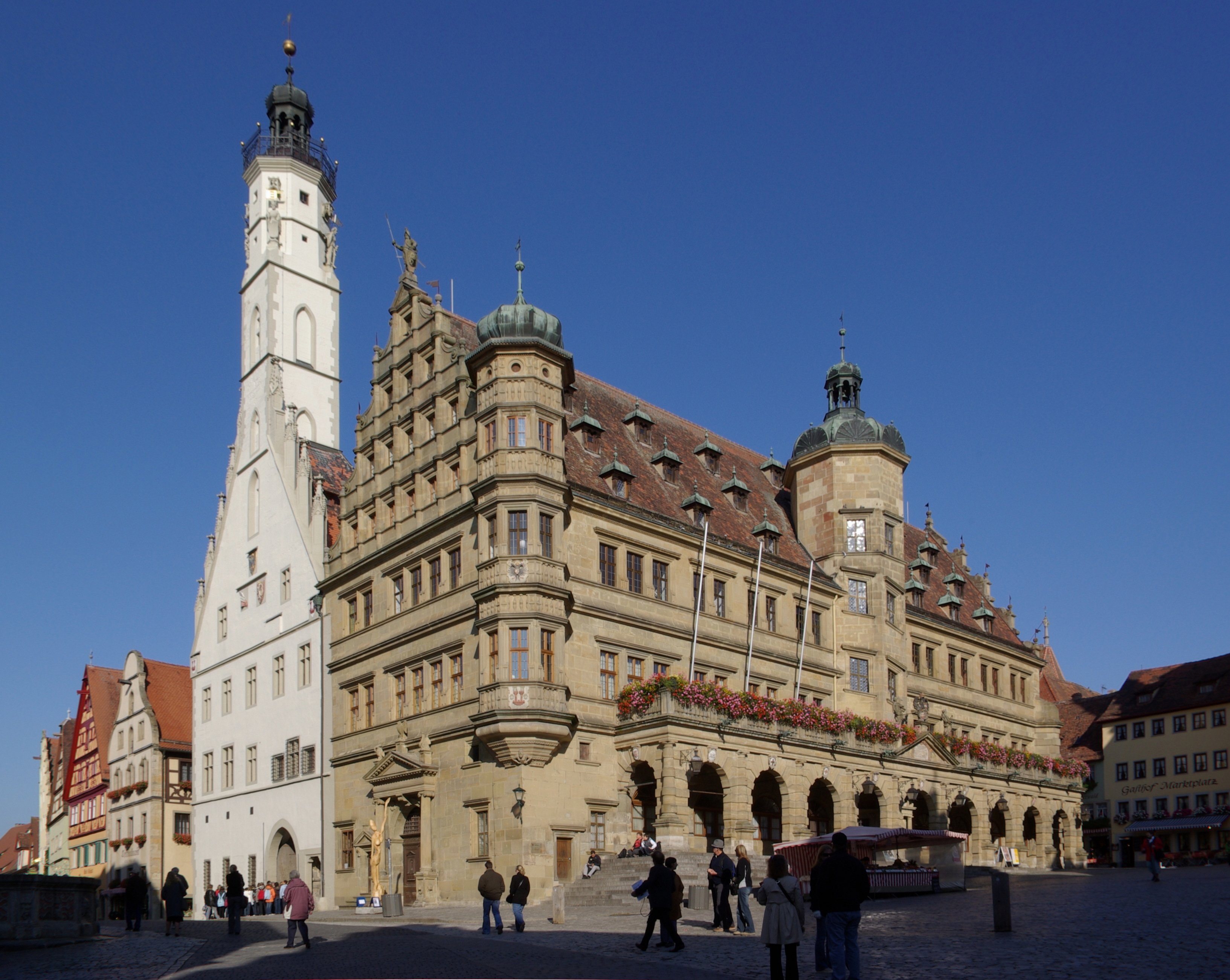
Hôtel de ville.

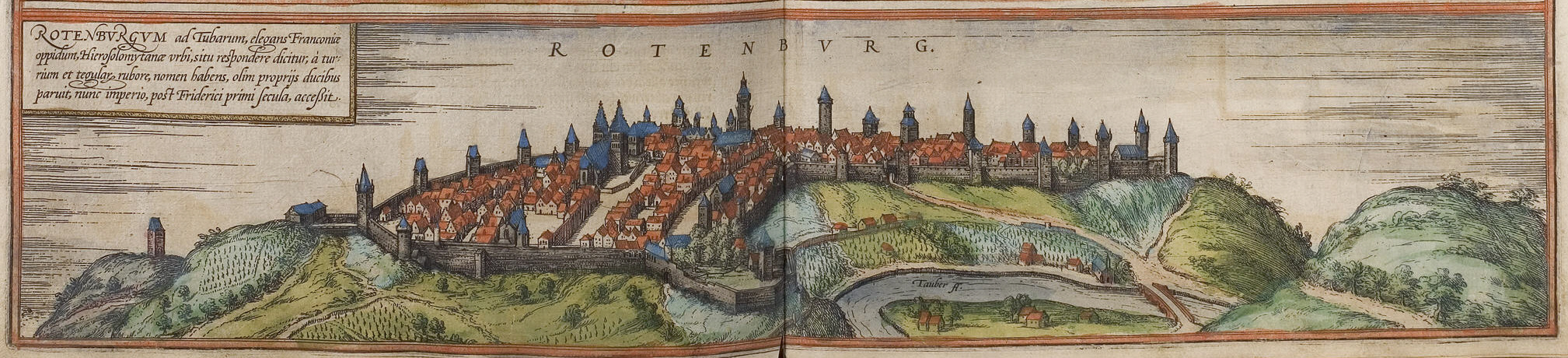
Rothenburg ob der Tauber, 1572.

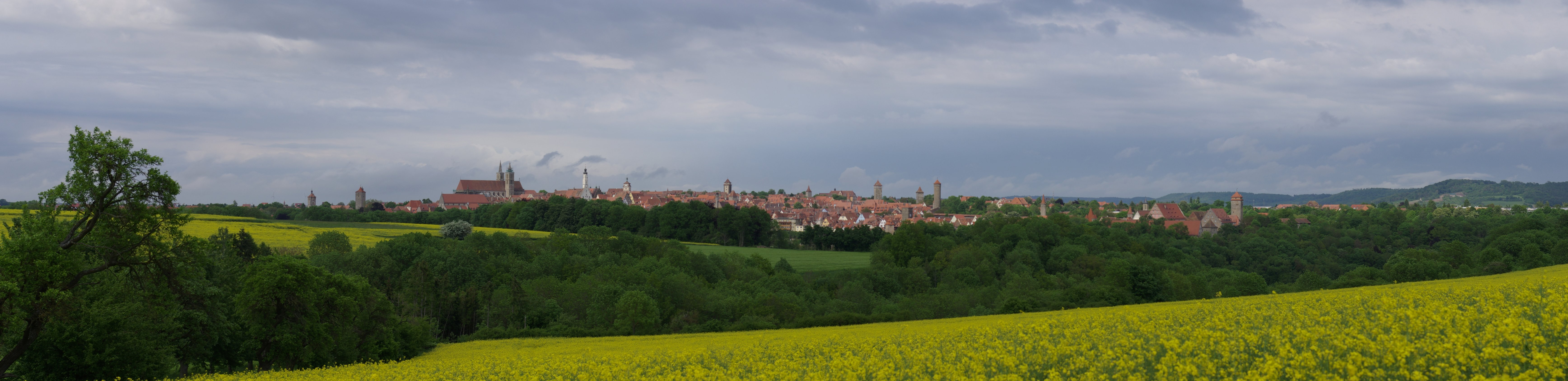
Rothenburg ob der Tauber, 2010.

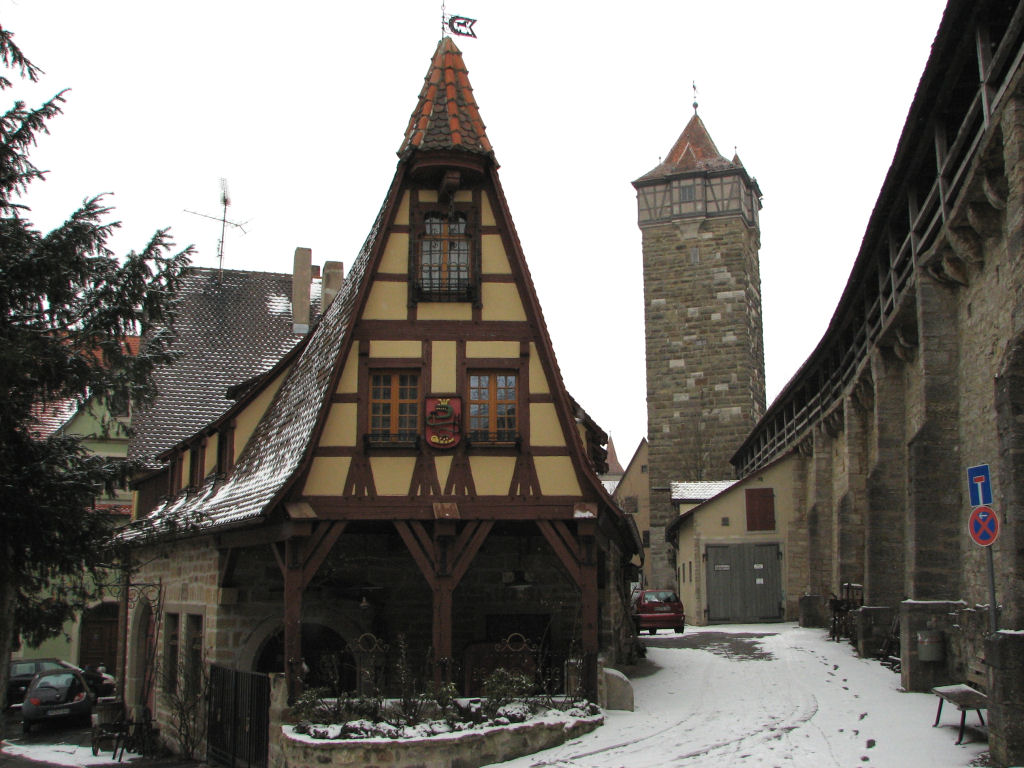
La Forge de Gerlach et la tour Röder.
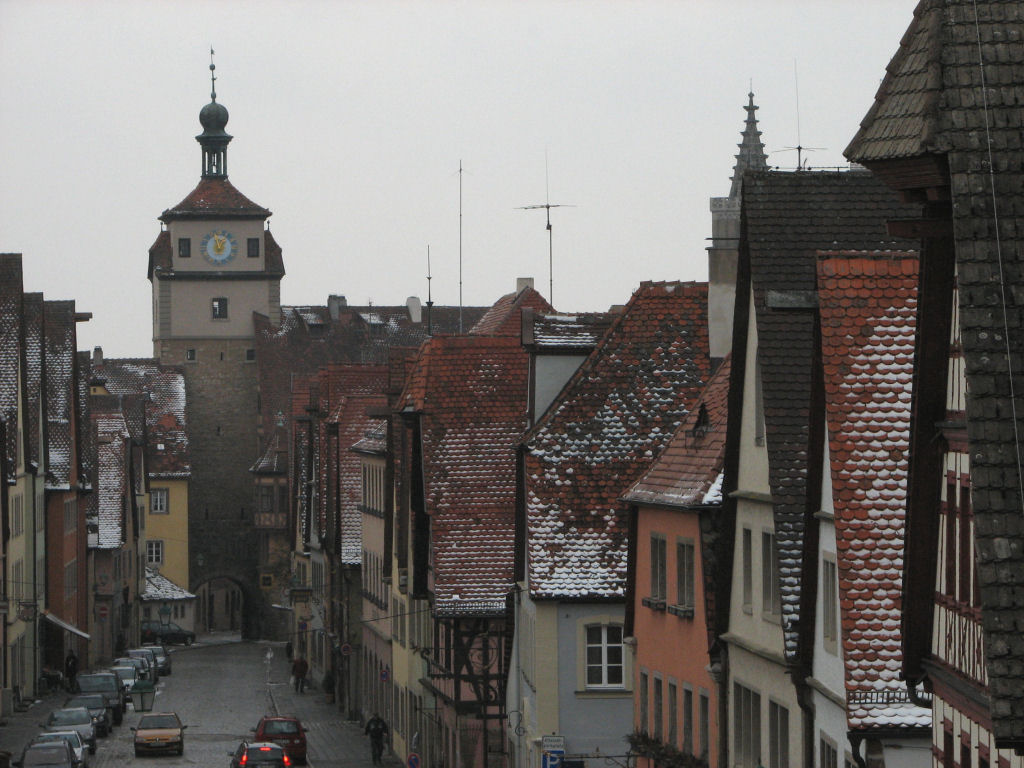
Galgengasse et tour blanche.
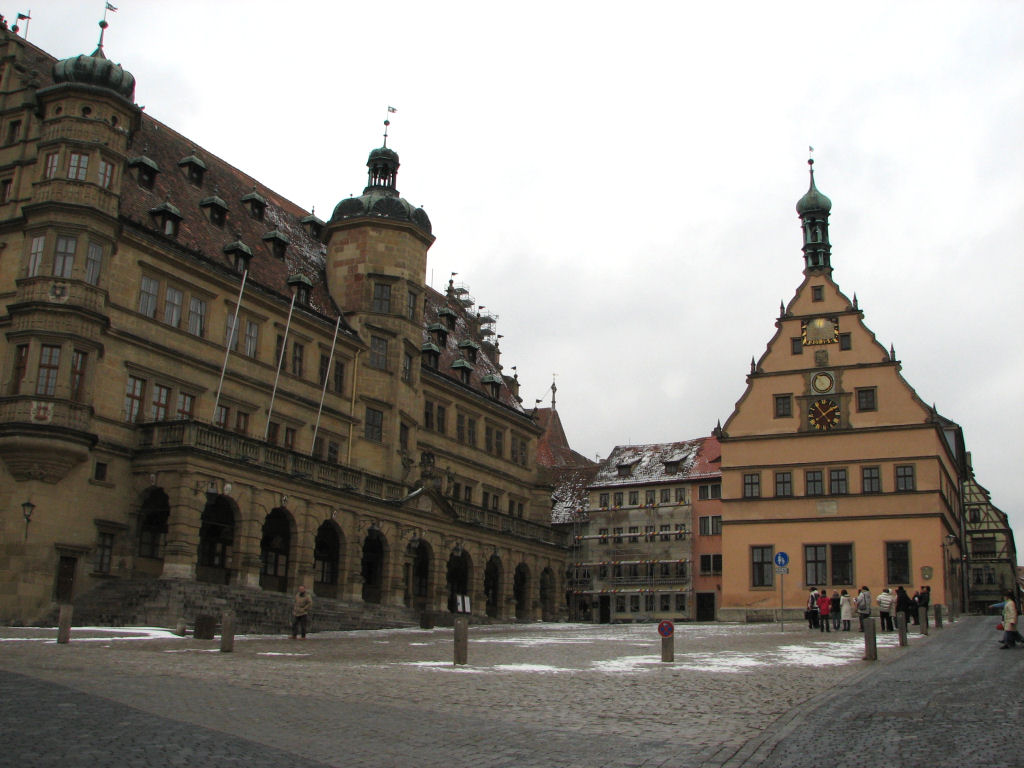
Place du marché. Hôtel de ville. Auberge des notables.
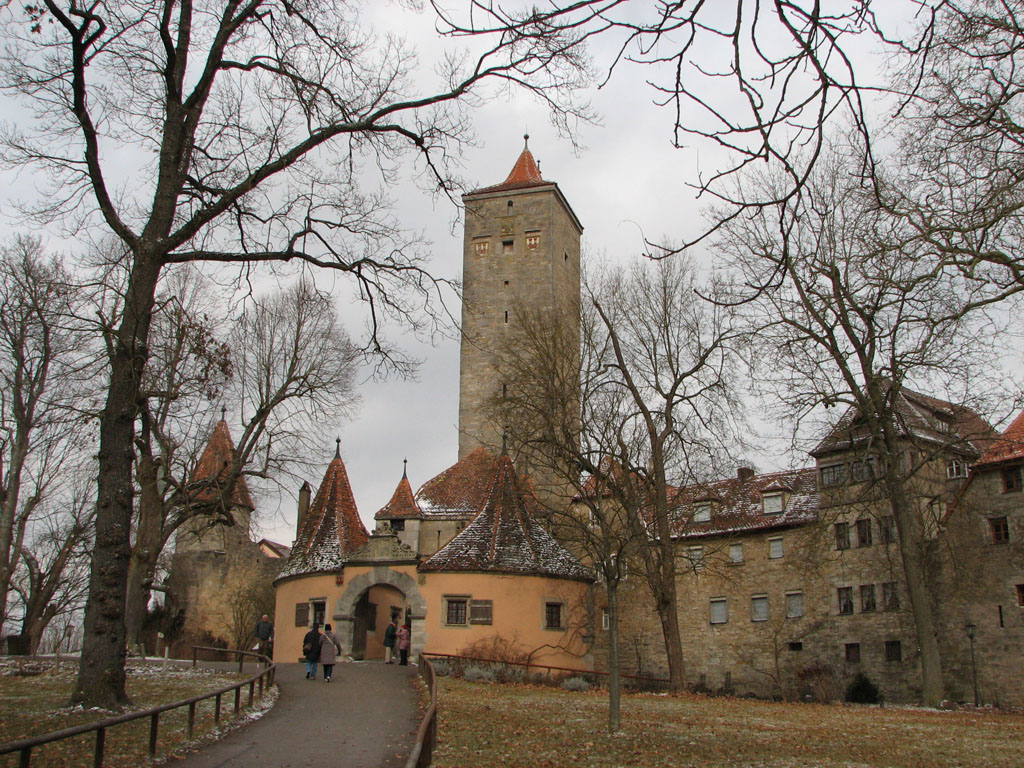
Tour du château.
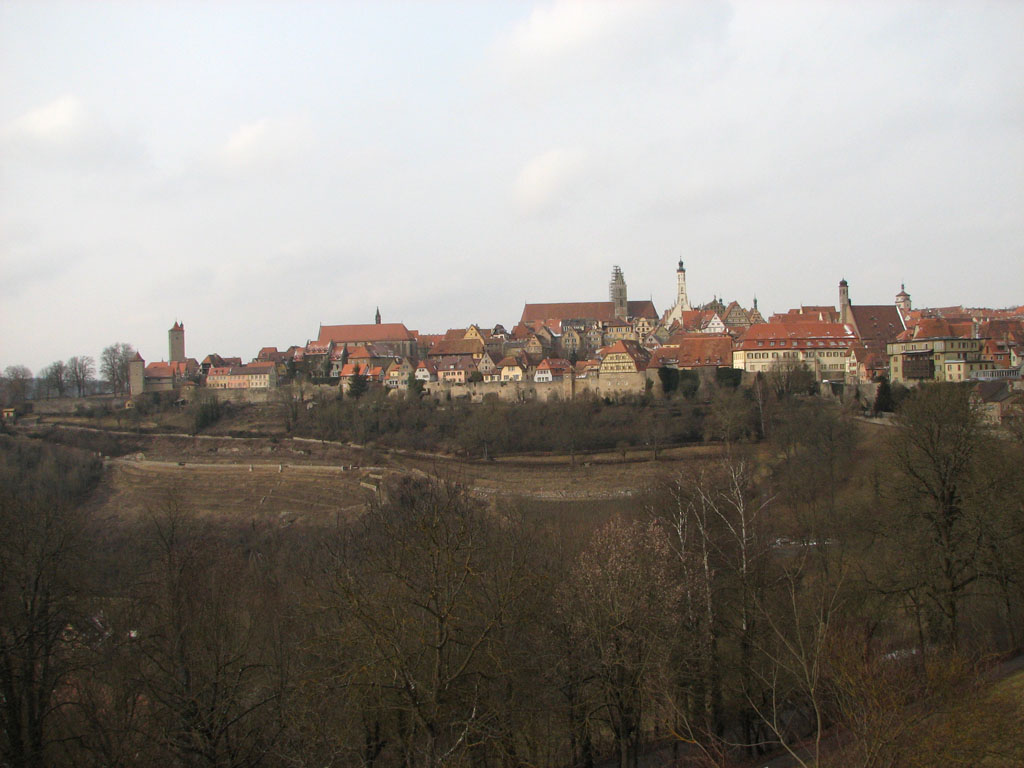
Panorama.
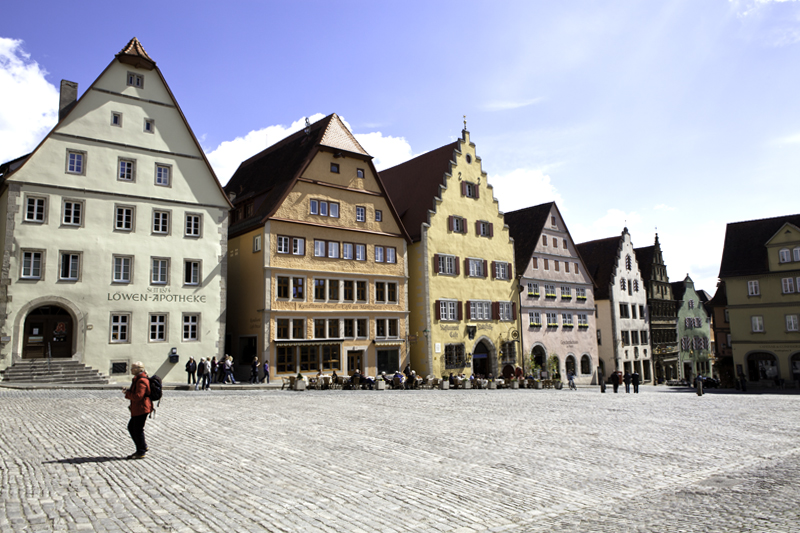
La place du Marché.
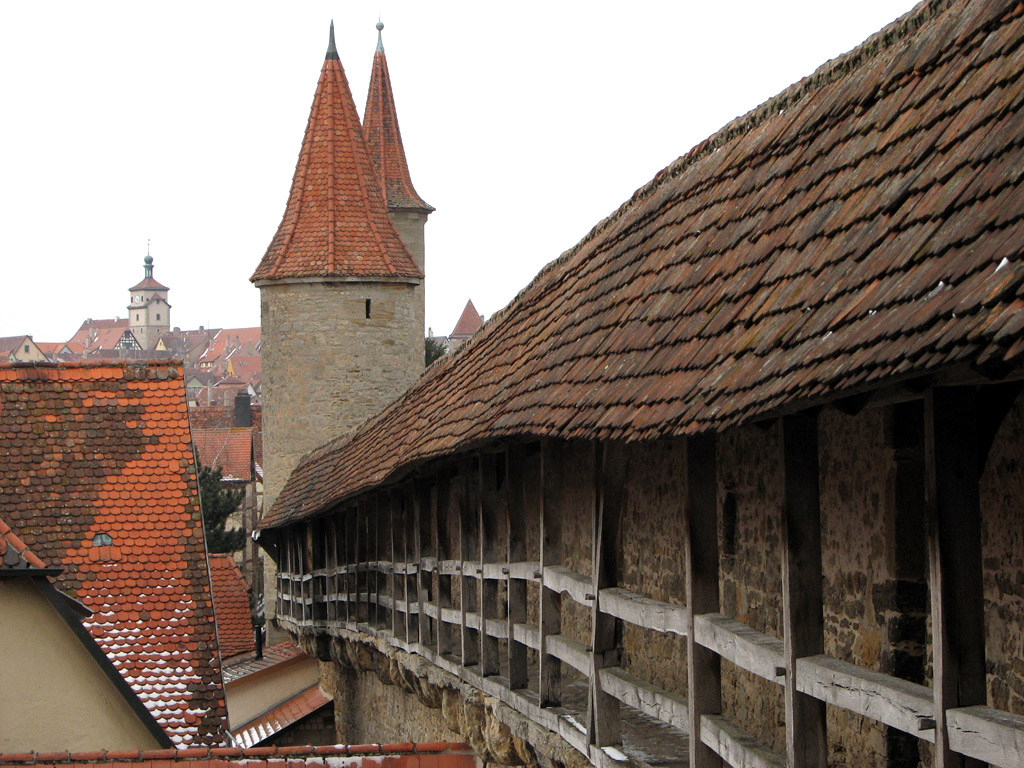
Rempart, chemin de ronde.
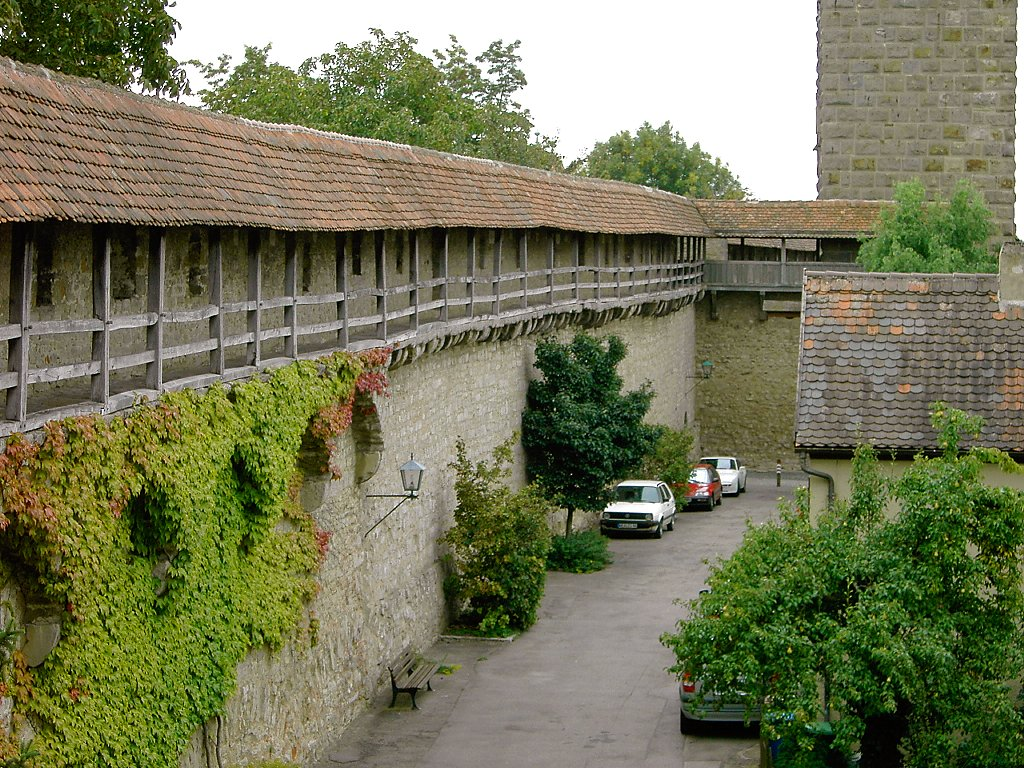
Rempart, chemin de ronde.
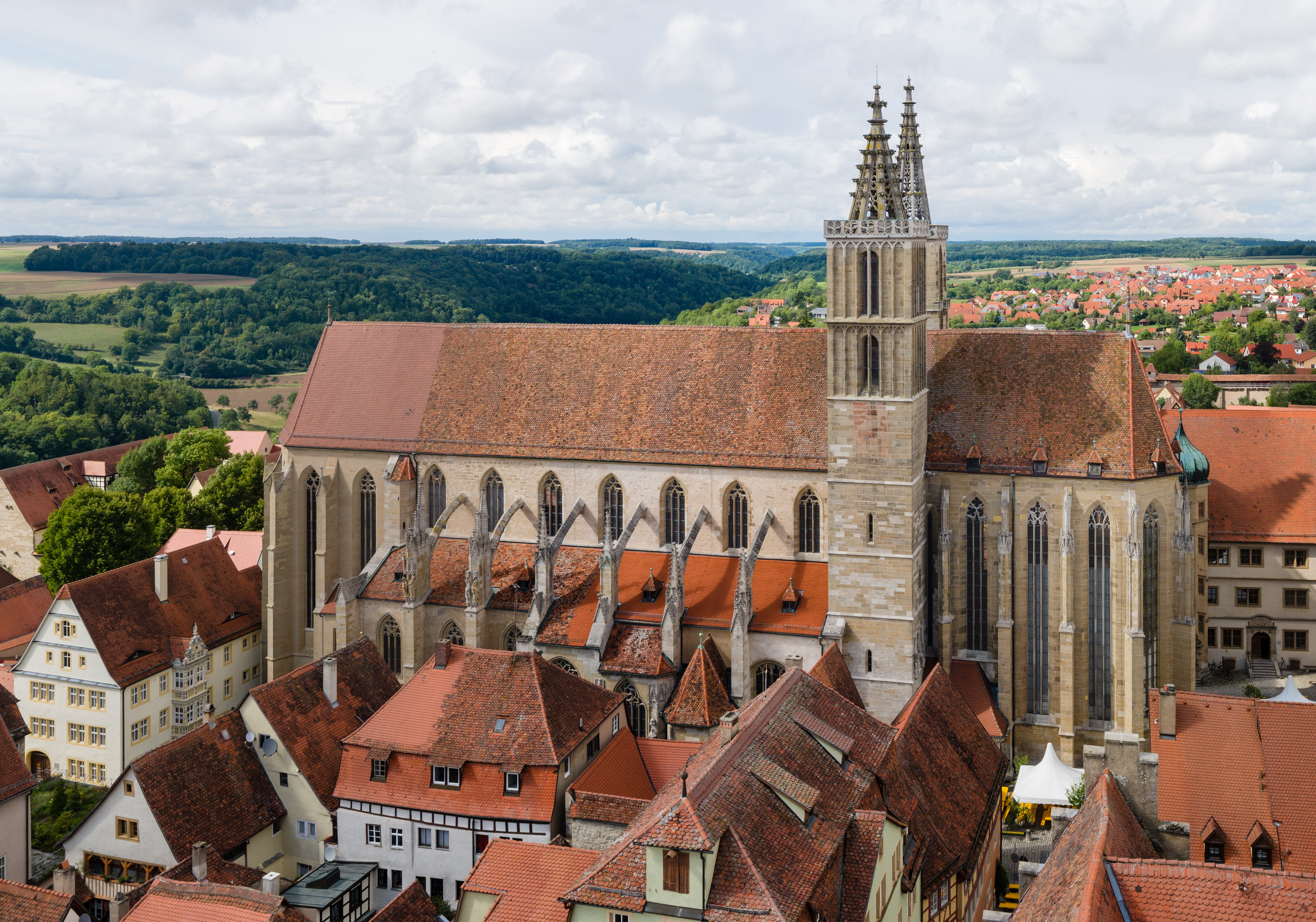
L'église Saint-Jacques (St. Jakob).
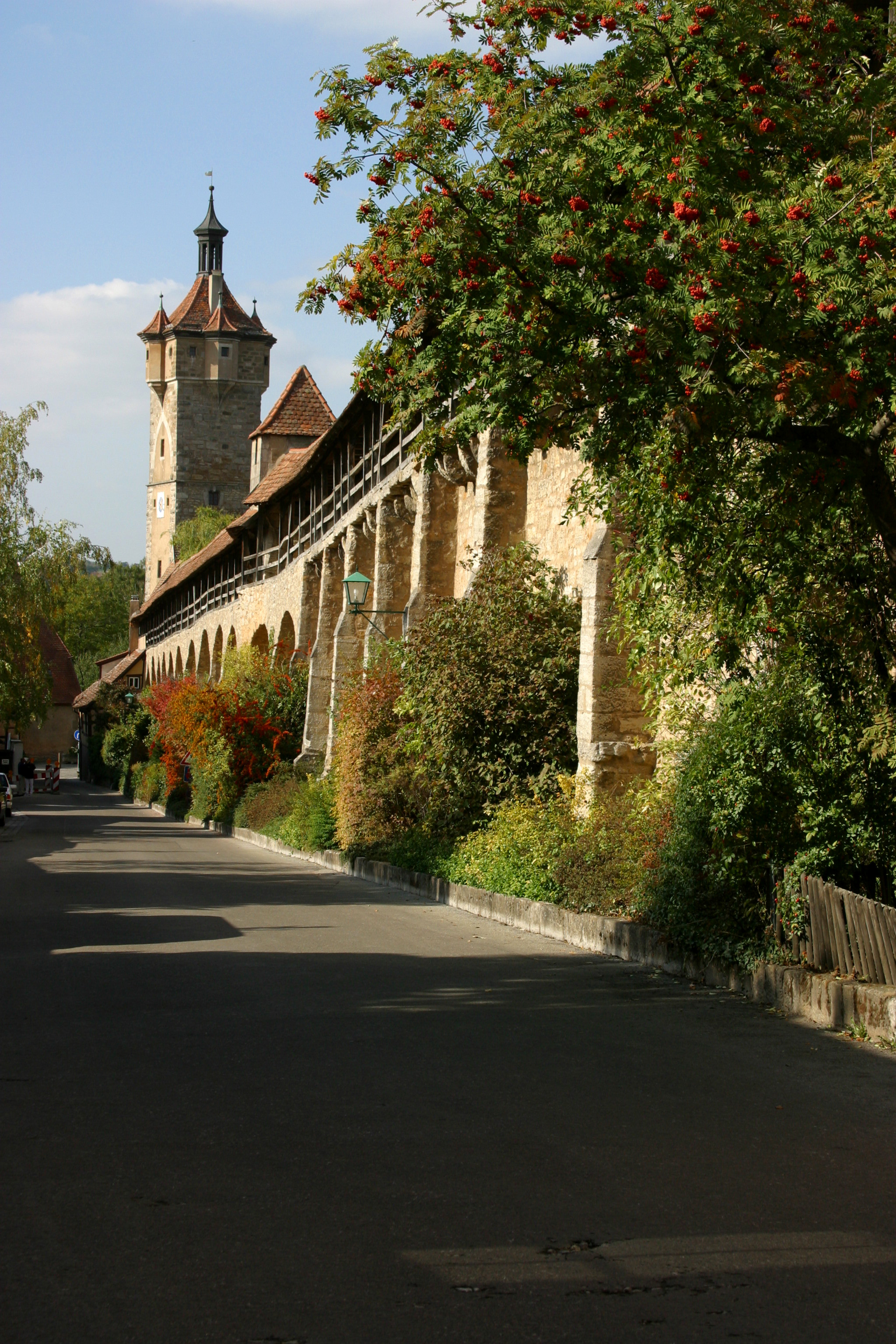
La tour Klingen et les remparts le long de la Klingenschütt.